# جیم کلارک (ورزشکار)
جیم کلارک (انگلیسی: Jim Clark; ۱۵ ژوئیهٔ ۱۹۵۰ – ) قایقران روئینگ اهل بریتانیا بود.
وی در مسابقات کشوری و بین‌المللی در مجموع برندهٔ ۳ مدال نقره شده‌است.